# كلاب قرني

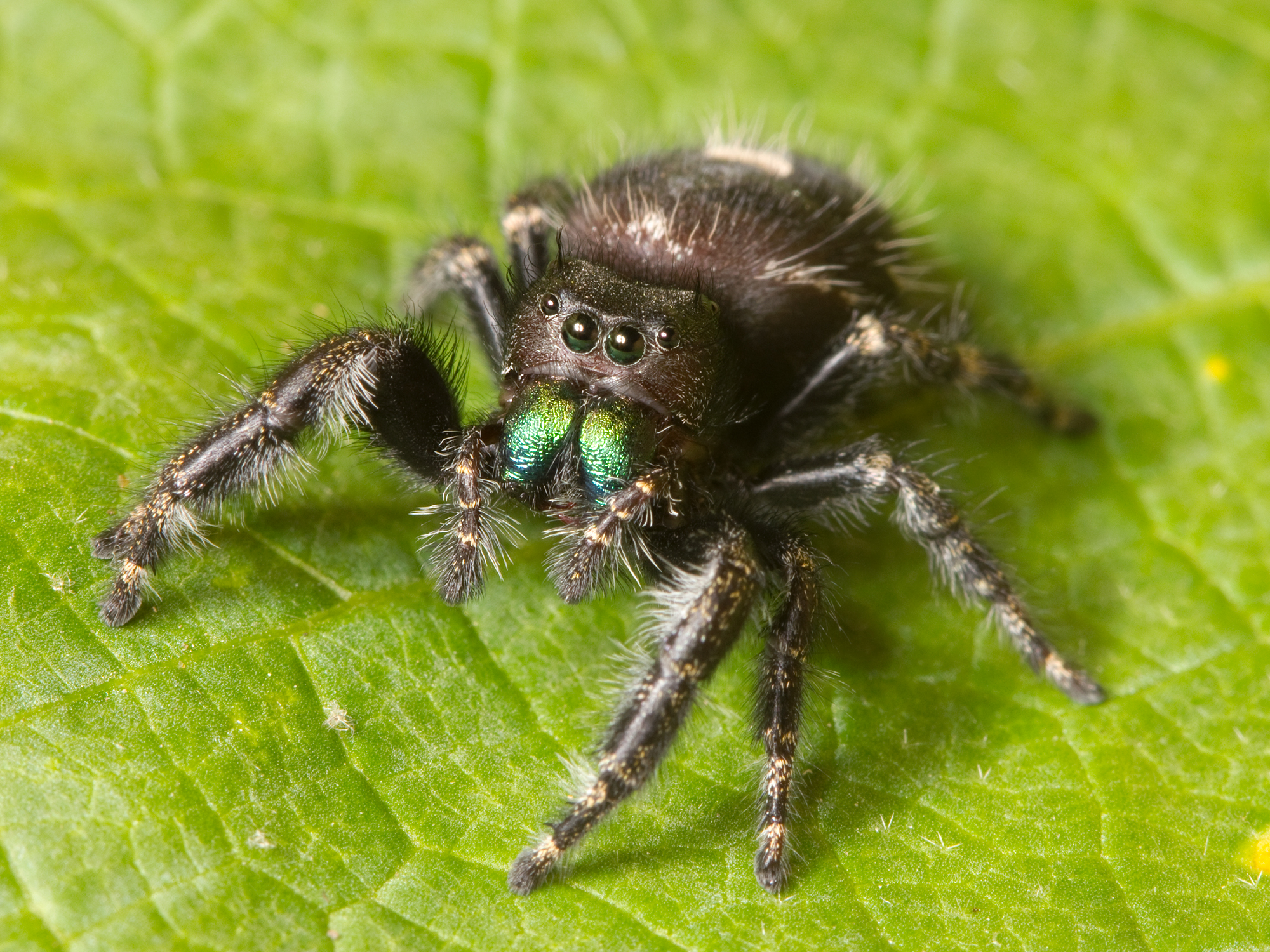
العنكبوت القافز فيديبوس أوداكس، جزءا الفم باللون القزحي هما الكلابان القرنيان.

الكلاب القرني  أو الفك المخرازي أو الكلابي، أو المخلب الفكي (بالإنجليزية: Chelicera)‏ هو جزء من فم [الإنجليزية] كلابيات القرون وهي مجموعة من مفصليات الأرجل تشمل العنكبيات، سرطانات حدوة الحصان وعناكب البحر، يشار إليه عادة «بالفك». قد تكون الكلاليب القرنية على شكل أنياب مفصلية أو مشابهة للكماشة [الإنجليزية]. بعض الكلاليب القرنية كتلك الموجودة لدى كل العناكب تقريبا مجوفة وتحتوي على (أو تكون متصلة بـ) غدد سمية، وتستخدم لحقن الزعاف في الضحية أو أي تهديد محتمل. في بيساورينا ميرا [الإنجليزية] المعروف كذلك بعنكبوت الشبكة الحاضنة، تُستخدم الكلاليب القرنية للمسك الخاطف للضحية حين تصبح على مقربة، وهي تسهل سلوك «الكمون والترصد» الخاص بالمفترسات المباغتة. تملك كل من العقارب الزائفة والحصادات بنُى على كلاليبها القرنية تُستخدم في التأنق (الحليمات لدى العقارب الزائفة والأسنان المخلبية لدى الحصادات).
يمكن تقسيم الكلاليب القرنية إلى ثلاثة أنواع: الكلاليب القرنية المطوية، الكلاليب القرنية المقصية، والكلاليب القرنية ثلاثية المقاطع.

أنواع الكلاليب القرنية: (A) المطوية، (B) المقصية، (C) ثلاثية المقاطع.